# 大齿蟾
大齿蟾（学名：Oreolalax major）为锄足蟾科齿蟾属的两栖动物，是中国的特有物种。分布于四川等地，多生活于山溪附近。其生存的海拔2000米。该物种的模式产地在四川峨眉山。其种加词“major”意为“大的”。

## 保护
本种于2023年被收录入《有重要生态、科学、社会价值的陆生野生动物名录》。